# (5822) Masakichi
(5822) Masakichi – planetoida z pasa głównego asteroid okrążająca Słońce w ciągu 3 lat i 271 dni w średniej odległości 2,41 j.a. Została odkryta 21 listopada 1989 roku. Przed nadaniem nazwy planetoida nosiła oznaczenie tymczasowe (5822) 1989 WL.